# Orthoscapheus rufipes
Orthoscapheus rufipes är en insektsart som först beskrevs av Carl Peter Thunberg 1824.  Orthoscapheus rufipes ingår i släktet Orthoscapheus och familjen gräshoppor. Inga underarter finns listade i Catalogue of Life.